# Liste des dauphines de France
Cet article donne la liste des dauphines de France depuis 1350, un an après que Humbert II a vendu sa seigneurie du Dauphiné de Viennois au roi de France Philippe VI de Valois, à la condition que l'héritier du trône porte le titre de dauphin de Viennois. Selon le traité de Romans, le Dauphiné doit revenir à un fils du futur roi Jean II le Bon, alors duc de Normandie. C'est donc le futur Charles V le Sage, en tant que fils aîné de Jean, qui devient le premier dauphin et son épouse Jeanne de Bourbon la première dauphine. Sur les quatorze dauphines que connaît la France jusqu'à l'abrogation du titre en 1830, seules six d'entre elles sont devenues par la suite reines de France.

## Dauphines de Viennois (1349-1547)

### Maison de Valois (1349-1498)
| Portrait | Nom (dates)                                                | Époux | Titres | Eléments biographiques | Armoiries |
| -------- | ---------------------------------------------------------- | --- | --- | --- | --------- |
|          | Jeanne de Bourbon (3 février 1338 - 6 février 1378)        | - Charles V de France (mariage le 8 avril 1350) | - Dauphine de Viennois (8 avril 1350 - 8 avril 1364) - Duchesse de Normandie (7 décembre 1355 - 8 avril 1364) - Duchesse de Touraine (6 septembre 1363 - 8 avril 1364) - Reine de France (8 avril 1364 - 6 février 1378) | - Princesse de la maison de Bourbon. Fille de Pierre Ier de Bourbon et d'Isabelle de Valois. - Mère de Jean de France, de Charles VI de France, de Louis Ier d'Orléans et de Catherine de France.                                                                    |           |
|          | Marguerite de Bourgogne (8 décembre 1393 - 2 février 1442) | - Louis de Guyenne (mariage le 31 août 1404) - Arthur III de Bretagne (mariage le 10 octobre 1423)                                                                                            | - Dauphine de Viennois et duchesse de Guyenne (31 août 1404 - 18 décembre 1415) - Comtesse de Richmond (10 octobre 1423 - 2 février 1442) | - Princesse de la maison de Valois-Bourgogne. Fille de Jean Ier de Bourgogne et de Marguerite de Bavière. |           |
|          | Jacqueline de Hainaut (15 juillet 1401 - 8 octobre 1436)   | - Jean de France (mariage le 18 novembre 1415) - Jean IV de Brabant (mariage le 10 mars 1418) - Humphrey de Lancastre (mariage le 7 mars 1423) - Frank van Borselen (mariage en juillet 1432) | - Dauphine de Viennois et duchesse de Touraine (18 décembre 1415 - 4 avril 1417) - Duchesse de Berry et comtesse de Poitiers (15 juin 1416 - 4 avril 1417) - Comtesse de Hainaut, de Hollande et de Zélande (de plein droit, 31 mai 1417 - 12 avril 1433) - Duchesse de Brabant et de Limbourg (10 mars 1418 - 12 mai 1422) - Duchesse de Gloucester et comtesse de Pembroke (7 mars 1423 - 9 janvier 1428) | - Princesse de la maison de Wittelsbach. Fille de Guillaume IV de Hainaut et de Marguerite de Bourgogne. |           |
|          | Marie d'Anjou (14 octobre 1404 - 29 novembre 1463)         | - Charles VII de France (mariage le 22 avril 1422) | - Dauphine de Viennois (22 avril 1422 - 21 octobre 1422) - Reine de France (21 octobre 1422 - 22 juillet 1461) | - Princesse de la maison de Valois-Anjou. Fille de Louis II d'Anjou et de Yolande d'Aragon. - Mère de Louis XI de France, de Radegonde de France, de Catherine de France, de Yolande de France, de Jeanne de France, de Madeleine de France et de Charles de France. |           |
|          | Marguerite d'Écosse (24 décembre 1424 - 16 août 1445)      | - Louis XI de France (mariage le 24 juin 1436) | - Dauphine de Viennois (24 juin 1436 - 16 août 1445) | - Princesse de la maison Stuart. Fille de Jacques Ier d'Écosse et de Jeanne Beaufort. |           |
|          | Charlotte de Savoie (1442 - 1er décembre 1483)             | - Louis XI de France (mariage le 9 mars 1451) | - Dauphine de Viennois (9 mars 1451 - 22 juillet 1461) - Reine de France (22 juillet 1461 - 1483) | - Princesse de la maison de Savoie. Fille de Louis Ier de Savoie et d'Anne de Lusignan. - Mère d'Anne de France, de Jeanne de France, de François de France et de Charles VIII de France.                                                                            |           |

### Maison de Valois-Angoulême (1515-1547)
| Portrait | Nom (dates)                                           | Époux                                             | Titres | Eléments biographiques | Armoiries |
| -------- | ----------------------------------------------------- | ------------------------------------------------- | --- | --- | --------- |
|          | Catherine de Médicis (13 avril 1519 - 5 janvier 1589) | - Henri II de France (mariage le 28 octobre 1533) | - Comtesse de Lauragais (de plein droit, 28 avril 1519 - 5 janvier 1589) - Comtesse d'Auvergne (de plein droit, 16 juin 1524 - 5 janvier 1589) - Duchesse d'Orléans (1533-1536 puis 1566 - 5 janvier 1589) - Dauphine de Viennois et duchesse de Bretagne (10 août 1536 - 31 mars 1547) - Reine de France (31 mars 1547 - 10 juillet 1559) - Duchesse d'Alençon (douaire, 10 juillet 1559 - 1566) - Comtesse de Dreux (douaire, 10 juillet 1559 - 1569) - Régente de France (5 décembre 1560 - 17 août 1563 puis 1574) | - Princesse de la maison de Médicis. Fille de Laurent II de Médicis et de Madeleine de La Tour d'Auvergne. - Mère de François II de France, d'Élisabeth de France, de Claude de France, de Louis de France, de Charles IX de France, d'Henri III de France, de Marguerite de France, de François de France, de Jeanne de France et de Victoire de France. |           |

## Dauphines de France (1547-1830)
Après les fiançailles le 27 janvier 1548, puis le mariage le 24 avril 1558 du futur François II avec Marie Ire d'Écosse, le titre de dauphin de Viennois est abandonné au profit de celui de dauphin de France, afin d'établir sur un rang d'égalité les deux conjoints.

### Maison de Valois-Angoulême (1547-1589)
| Portrait | Nom (dates)                                      | Époux | Titres | Eléments biographiques | Armoiries |
| -------- | ------------------------------------------------ | --- | --- | --- | --------- |
|          | Marie Stuart (8 décembre 1542 - 10 juillet 1559) | - François II de France (mariage le 24 avril 1558) - Henry Stuart (mariage le 29 juillet 1565) - James Hepburn (mariage le 15 mai 1567) | - Reine d'Écosse (de plein droit, 14 décembre 1542 - 24 juillet 1567) - Dauphine de France (24 avril 1558 - 10 juillet 1559) - Reine de France (10 juillet 1559 - 5 décembre 1560) | - Princesse de la maison Stuart. Fille de Jacques V d'Écosse et de Marie de Guise. - Mère de Jacques VI d'Écosse et Ier d'Angleterre. |           |

### Maison de Bourbon (1589-1830)
| Portrait | Nom                                                             | Époux                                          | Titres | Eléments biographiques | Armoiries |
| -------- | --------------------------------------------------------------- | ---------------------------------------------- | --- | --- | --------- |
|          | Marie-Anne de Bavière (28 novembre 1660 - 20 avril 1690)        | - Louis de France (mariage le 7 mars 1680)     | - Dauphine de France (7 mars 1680 - 20 avril 1690) | - Princesse de la maison de Wittelsbach. Fille de Ferdinand-Marie de Bavière et d’Henriette-Adélaïde de Savoie. - Mère de Louis de France, de Philippe V d'Espagne et de Charles de France. |           |
|          | Marie-Adélaïde de Savoie (6 décembre 1685 - 12 février 1712)    | - Louis de France (mariage le 7 décembre 1697) | - Duchesse de Bourgogne (7 décembre 1697 - 14 avril 1711) - Dauphine de France (14 avril 1711 - 12 février 1712) | - Princesse de la maison de Savoie. Fille de Victor-Amédée II de Savoie et d'Anne-Marie d'Orléans. - Mère de Louis de France et de Louis XV de France. |           |
|          | Marie-Thérèse d'Espagne (11 juin 1726 - 22 juillet 1746)        | - Louis de France (mariage le 23 février 1745) | - Dauphine de France (23 février 1745 - 22 juillet 1746) | - Princesse de la maison de Bourbon. Fille de Philippe V d'Espagne et d’Élisabeth Farnèse. - Mère de Marie-Thérèse de France. |           |
|          | Marie-Josèphe de Saxe (4 novembre 1731 - 13 mars 1767)          | - Louis de France (mariage le 9 février 1747)  | - Dauphine de France (9 février 1747 - 20 décembre 1765) | - Princesse de la maison de Wettin. Fille d'Auguste III de Pologne et de Marie-Josèphe d'Autriche. - Mère de Marie-Zéphyrine de France, de Louis de France, de Xavier de France, de Louis XVI de France, de Louis XVIII de France, de Charles X de France, de Clotilde de France et d'Élisabeth de France. |           |
|          | Marie-Antoinette d'Autriche (2 novembre 1755 - 16 octobre 1793) | - Louis XVI de France (mariage le 16 mai 1770) | - Dauphine de France (16 mai 1770 - 10 mai 1774) - Reine de France (10 mai 1774 - 14 septembre 1791), puis reine des Français (14 septembre 1791 - 21 septembre 1792)                                                                                       | - Princesse de la maison de Habsbourg-Lorraine. Fille de François Ier du Saint-Empire et de Marie-Thérèse d'Autriche. - Mère de Marie-Thérèse de France, de Louis-Joseph de France, de Louis XVII de France et de Sophie de France.                                                                        |           |
|          | Marie-Thérèse de France (19 décembre 1778 - 19 octobre 1851)    | - Louis de France (mariage le 10 juin 1799)    | - Duchesse d'Angoulême (10 juin 1799 - 16 septembre 1824) - Dauphine de France (16 septembre 1824 - 2 août 1830) - Comtesse de Marnes (2 août 1830 - 19 octobre 1851) - Épouse du prétendant légitimiste au trône de France (6 novembre 1836 - 3 juin 1844) | - Princesse de la maison de Bourbon. Fille de Louis XVI de France et de Marie-Antoinette d'Autriche. |           |